# Chryseida pachymeri
Chryseida pachymeri is een vliesvleugelig insect uit de familie Eurytomidae. De wetenschappelijke naam is voor het eerst geldig gepubliceerd in 1906 door Curt Schrottky. Het is een parasitoïde van het bladhaantje Gibbobruchus speculifer (oorspronkelijke naam: Pachymerus speculifer) dat voorkomt in Paraguay.